# Armor Lux

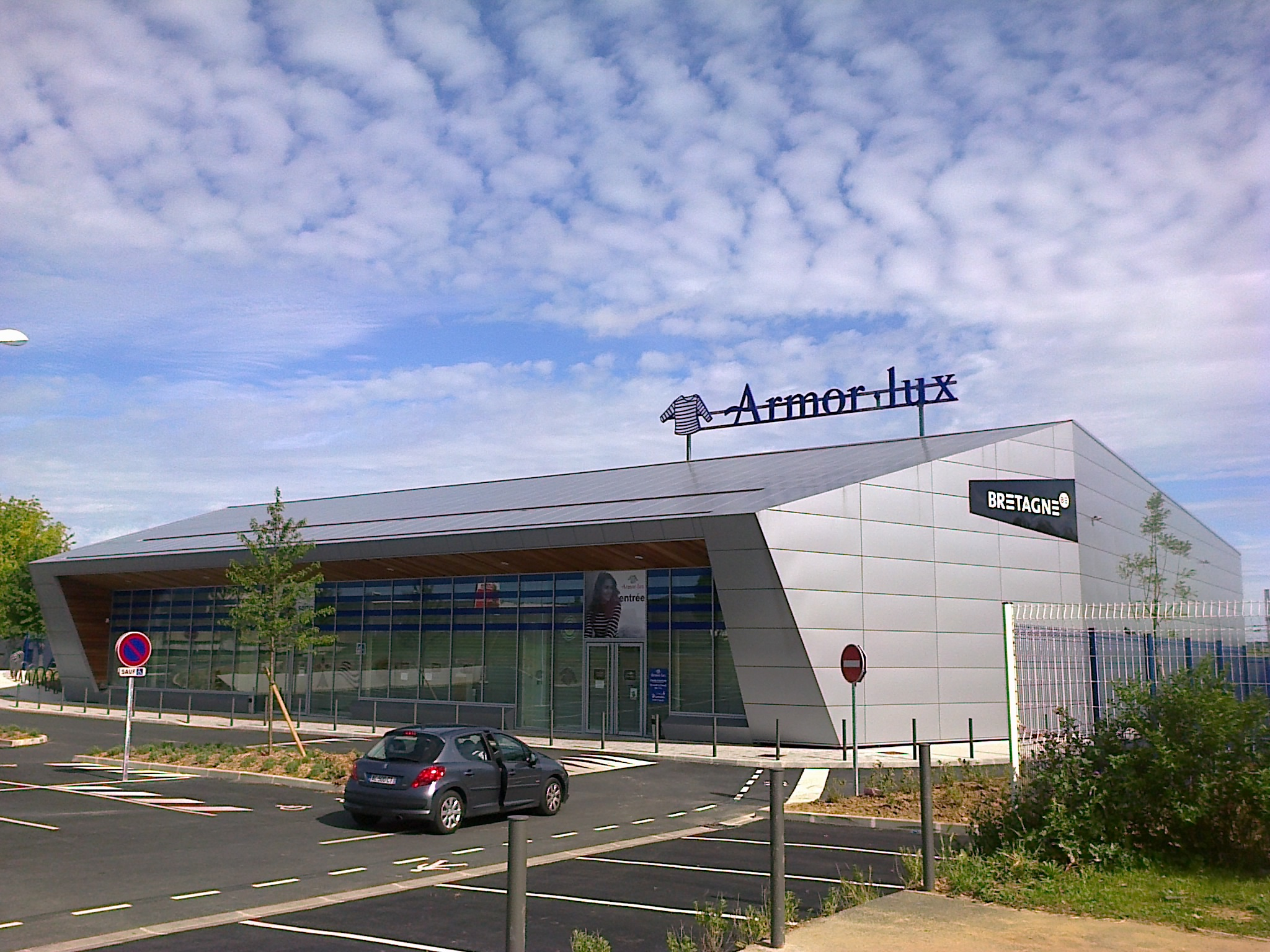
Een winkel van Armor Lux in Plaisir.

Armor Lux is een Franse kledingproducent gespecialiseerd in bonnetterie, werkkleding en maritiem-geïnspireerde kleding. 
Armor Lux werd in 1938 opgericht door Walter Hubacher. In 1993 kwam het in handen van industrieel Jean-Guy Le Floch. De hoofdzetel en twee fabrieken van Armor Lux bevinden zich in het Bretonse Quimper; er wordt ook kleding geproduceerd in Troyes en in Noord-Afrika, Oost-Europa en Azië. In 2015 had het bedrijf een omzet van 95 miljoen euro. Het merk heeft sinds 2004 ook eigen winkels.
Armor Lux is Frankrijks tweede grootste producent van marinières en matrozentruien, na Saint James en voor Orcival. Op 19 oktober 2012 verscheen Arnaud Montebourg, de toenmalige Franse minister van Industrie, in een marinière van Armor Lux op de cover van Le Parisien als onderdeel van een dossier over het Made in France-label.
In 2007 en 2008 was het bedrijf sponsor van de wielerploeg Bretagne-Armor Lux.